# سكيبيو اميليانوس
بوبليوس كورنيليوس سكيبيو أفريكانوس أميليانوس (باللاتينية: Publius Cornelius Scipio Africanus Aemilianus) (129 - 185 ق.م)، المعروف بـ«سكيبيو اميليانوس» أو «سكيبيو الإفريقي الأصغر» (لتمييزه عن «سكيبيو الإفريقي الأكبر»، جده بالتبني). كان جنرالًا رومانيًا ورجل دولة معروفًا بمآثره العسكرية في الحرب البونيقية الثالثة ضد الإمبراطورية القرطاجية والحرب النومنسية في هِسبانيا. أشرف على الهزيمة والتدمير النهائيين لمدينة قرطاج. كان راعيًا بارزًا للكتاب والفلاسفة، أشهرهُم كان المؤرخ اليوناني «بوليبيوس». في السياسة، عارض برنامج الإصلاح الشعبوي لصهره المقتول، «تيبريوس جراكوس».

## عائلة

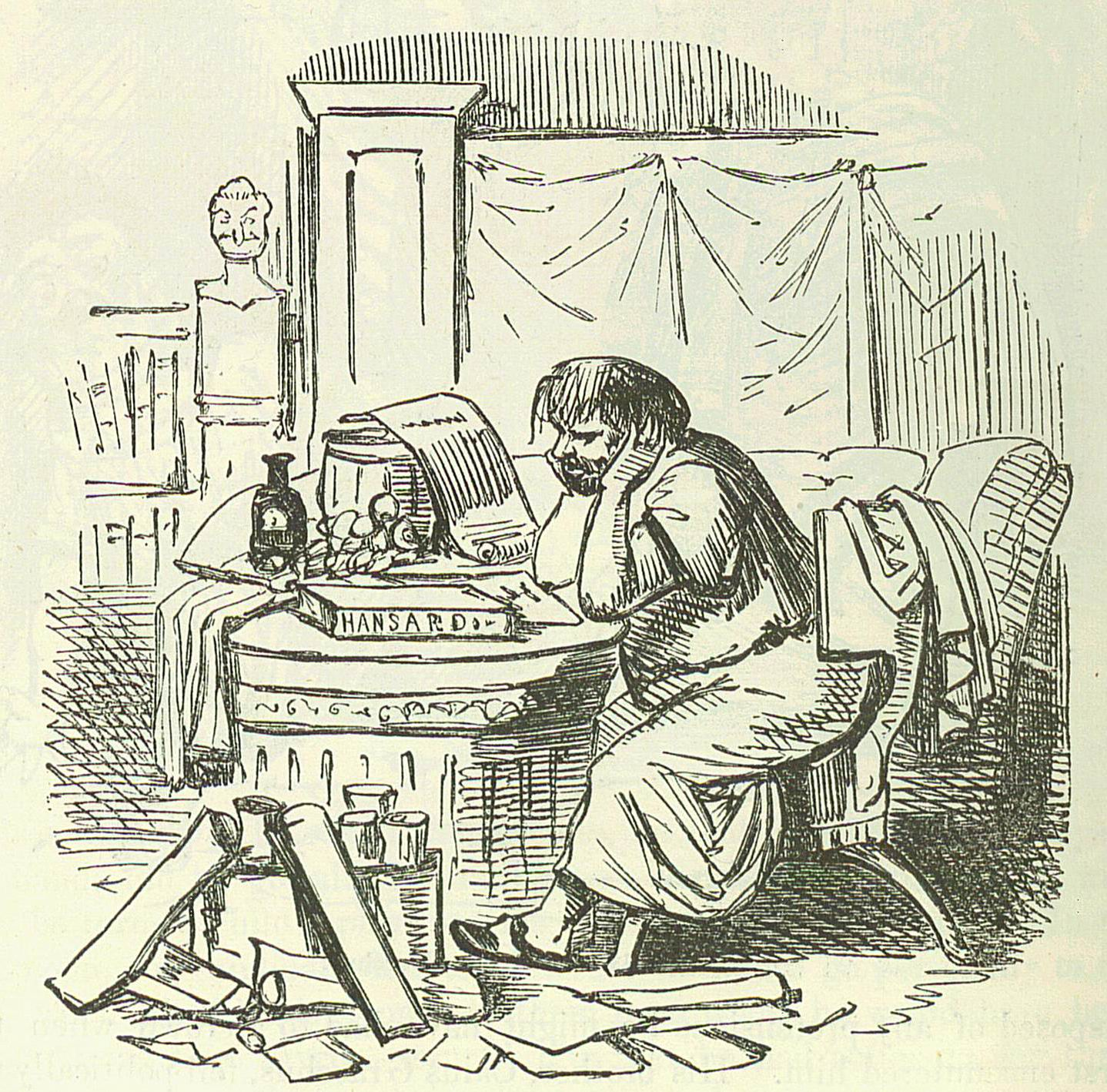
تحرير

كان «سكيبيو إيميليانوس» الابن الثاني لـ«لوسيوس ماسيدونيكوس»، قائد حملة الرومان المُنتصرة في الحرب المقدونية الثالثة، وزوجته الأولى، «بابيريا ماسونيس». تم تبني «سكيبيو» من قبل ابن عمه الأول، «بوبليوس كورنيليوس سكيبيو»، الابن الأكبر لخالته «إيميليا تيرشيا» وزوجها «بوبليوس كورنيليوس سكيبيو أفريكانوس» («سكيبيو الإفريقي الأكبر»)، القائد المشهود الذي هزم «حنبعل القرطاجي» في معركة زامة الحاسمة خلال الحرب البونيقية الثانية. جعل هذا «سكيبيو أفريكانوس» الجد المُتبني لـ«سكيبيو إيميليانوس». عند التبني، أصبح أسمه «بوبليوس كورنيليوس سكيبيو أفريكانوس أميليانوس»، بافتراض اسم والده بالتبني، لكنه احتفظ باسم «أميليانوس» كاسم رابع للإشارة إلى اسمه الأصلي. تم تبني شقيقه الأكبر من قبل ابن أو حفيد «كوينتوس فابيوس ماكسيموس كونكتاتور»، وهو قائد بارز آخر في الحرب البونيقية الثانية، وأصبح اسمه «كوينتوس فابيوس ماكسيموس إيميليانوس».

## الحياة العسكرية
أخذ «لوسيوس ماسيدونيكوس» ولديه الأكبر منه في حملته في اليونان. كتب «بلوتارخ» أن «سكيبيو» كان ابنه المُفضل لأنه "رأى أنه بطبيعته أكثر عرضة للتميز من أي من إخوته". وروى أنه أثناء عمليات التطهير التي ألحقت معركة بيدنا، كان «لوسيوس ماسيدونيكوس» قلقًا لأن ابنه الأصغر كان مفقودًا. كتب «بلوتارخ» أيضًا:
| سكيبيو اميليانوس | "الجيش كُله علم بضيق وعذاب قائدهم، فخرجوا تاركين عشاءهم، وركض بالمشاعل، والعديد منهم إلى خيمة أميليوس، والكثير أمام الأسوار، باحثين بين سَواد صرعى المعركة. سادت الكآبة في مُخيم الجيش، وامتلأ السهل بصرخات رجال يُنادون باسم "سكيبيو". فمنذ البداية كان سكيبيو موضع إعجاب الجميع، لأنه، بخلاف أي فرد آخر من عائلته، كان لديه التكيُفت الطبيعة للقيادة في الحرب والخدمة العامة. حسنًا، عندما كان الوقت مُتأخرًا وقد أصاب اليأس الجميع تقريبًا، جاء من المُطاردة مع اثنين أو ثلاثة من الرفاق، مُغطى بدماء الأعداء الذين قتلهُم ... " | سكيبيو اميليانوس |

كان «سكيبيو إيميليانوس» يبلغ السابعة عشر من عمره في ذلك الوقت.

### التدخُل الأول في حرب نومنسيا(151-150 ق.م)
في عام 152 ق.م، حث القُنصل «ماركوس كلوديوس مارسيلوس» مجلس الشيوخ على إبرام سلام مع السلتيأيبيرون. رفض مجلس الشيوخ هذا الاقتراح، وبدلاً من ذلك أرسل أحد قناصل عام 151 ق.م، «لوسيوس ليسينيوس لوكولوس»، إلى هسبانيا لمواصلة الحرب. ومع ذلك، كانت هناك أزمة تجنيد بسبب شائعات عن معارك مُتواصلة وخسائر فادحة للرومان. بالإضافة إلى ذلك، بدا أن «مارسيلوس» خائف من مواصلة الحرب. أدى ذلك إلى حالة من الذُعُر. تجنب الشباب الالتحاق بالجيش من خلال أعذار لا يُمكن التحقق منها. الرجال المؤهلون ليكونوا ليغاتوس (قادة فيالق) أو أطربون (ضباط كبار) لم يتطوعوا.
كان يُعتقد أن «سكيبيو إيميليانوس» قد نصح بمُتابعة الحرب. طلب من مجلس الشيوخ إرساله إلى هيسبانيا إما كأطربون أو كليغاتوس، بسبب إلحاح الموقف، على الرغم من أنه كان من الأفضل الذهاب إلى مقدونيا، حيث تمت دعوته لتسوية النزاعات الداخلية. فوجئ مجلس الشيوخ في البداية. في النهاية، جعل هذا القرار «سكيبيو إيميليانوس» يتمتع بشعبية، وبدأ العديد من أولئك الذين كانوا يتهربون من أداء واجبهم، خجلًا من مثال «سكيبيو»، في التطوع كأطربون أو الالتحاق بالجُنود.
خدم «سكيبيو» تحت قيادة «لوكولوس». كتب «فيليوس باتركولوس» أن «سكيبيو» مُنح تاج الجدار، وهو عبارة عن وسام عسكري يُمنح للجُندي الذي تسلق لأول مرة جدار مدينة أو قلعة مُحاصرة ونجح في وضع بيرغًا عسكريًا عليها. كتب «فلوروس» (مؤرخ وشاعر وكاتب روماني) أنه "بعد أن تم تحديه من قبل [ملك السلتيأيبيرون] في قتال رجل لرجل، حمل سبوليا أوبيما، الدروع والأسلحة التي جُردها من جسد قائد العدو الذي صُرع في القتال. اعتُبرت هذه الأوسمة الأكثر تكريمًا من بين جميع غنائم الحرب".

### الحرب البونيقية الثالثة(149–146 ق.م)

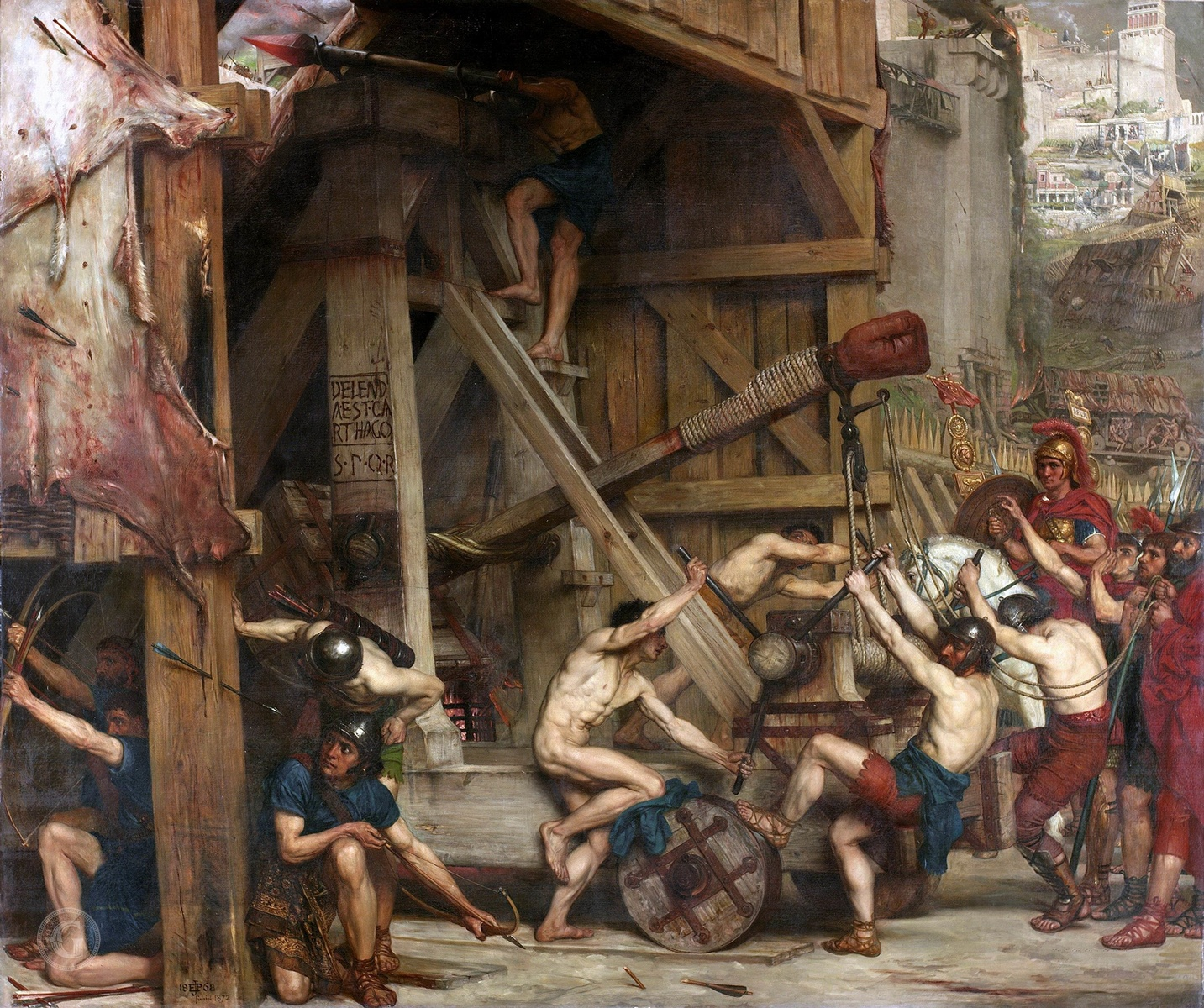
حِصار قرطاج، بريشة «إدوارد بوينتر» 1868. مُتحف لينغ للفنون.

على الرغم من كسر قوة قرطاج بهزيمتها في الحرب البونيقية الثانية، إلا أنه لا يزال هناك استياء مُستمر في روما. أنهى «كاتو الأكبر» كل خطاب له بقوله: "قرطاج يجبْ أن تُدمر". في عام 150 ق.م، قدم القرطاجيون نداءً إلى «سكيبيو إيميليانوس» للعمل كوسيط بينهم وبين الأمير النوميدي «ماسينيسا» الذي كان، بدعم من الفصيل المُناهض للقرطاجيين في روما، يتعدى باستمرار على الأراضي القرطاجية. بعد فوزها في الحرب البونيقية الثانية، أمرت روما بعدم قيام قرطاج بالدفاع عن نفسها عسكريًا دون طلب إذن روما أولاً. فسرت روما دفاع قرطاج عن نفسها ضد النوميديين على أنه انتهاك لهذه الاتفاقية. في عام 149 ق.م، أعلنت روما الحرب على قرطاج.

في المراحل الأولى من الحرب، عانى الرومان من هزائم مُتكررة. كان «سكيبيو إيميليانوس» أطربون وميز نفسه مرارًا وتكرارًا. في عام 147 ق.م، تم انتخابه قُنصلاً، بينما كان لا يزال دون الحد الأدنى للسن الذي يتطلبه القانون لشغل هذا المنصب. بدون الإجراء المُعتاد لسحب القرعة، تم تعيينه في مسرح الحرب الأفريقي. بعد عام من القتال اليائس والبطولة العنيدة من جانب المُدافعين، استولى على مدينة قرطاج، وأسر حوالي 50000 ناجٍ (حوالي عُشر سكان المدينة). امتثالاً لتفويض مجلس الشيوخ، أمر بإخلاء المدينة وحرقها وتسويتها ثُم قام بحرث وتمليح أرضها كلعنة أبدية على إعادة استيطانهم، منهياً بذلك الحرب البونيقية الثالثة. عند عودته إلى روما، حصل على "احتفال نصر"، وأقام أيضًا بمطالبة شخصية لوضع لقب "Africanus" "الإفريقي" الى أسمه. وفقًا لـ«بليني الأكبر»، حصل أيضًا على تاج العُشب (أعلى وأندر الأوسمة العسكرية في الجمهورية الرومانية وأوائل الإمبراطورية الرومانية) في مقاطعة أفريكا أثناء الحرب.

### حرب نومنسيا(143-133 ق.م)

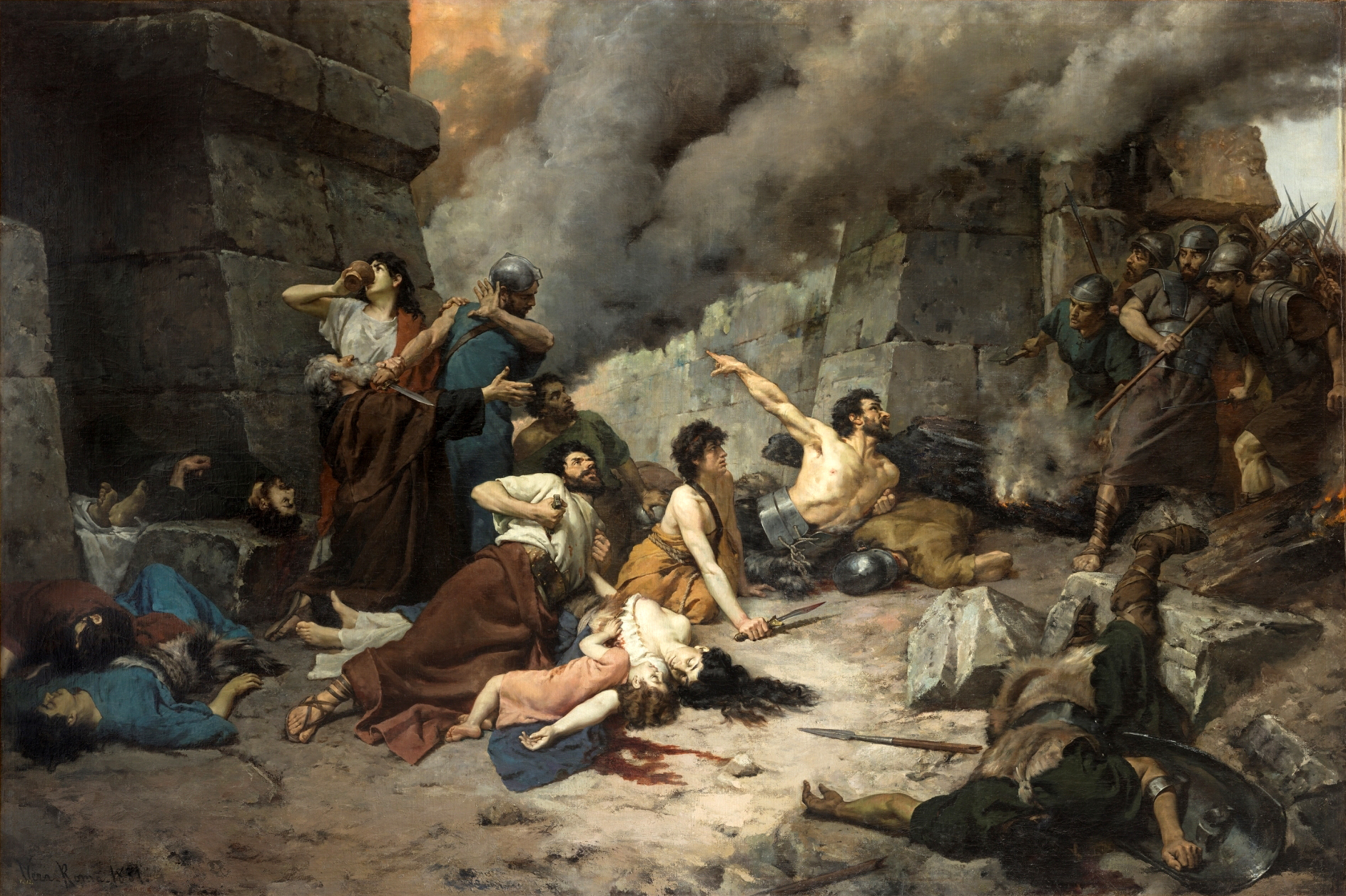
حِصار نومنسيا، بريشة «أليغو فيرا» 1881. مُتحف ديل برادو.

في عام 134 ق.م، تم انتخاب «سكيبيو» قُنصلاً مرة أخرى لأن المواطنين اعتقدوا أنه الرجل الوحيد القادر على هزيمة نومنسيا في حرب. صمد السلتيأيبيرون، الذين كانوا يتمتعون بسمات جغرافية دفاعية قوية، عن الرومان لمدة تسع سنوات. كان الجيش في هيسبانيا محبطًا وغير مُنظم. ركز «سكيبيو» على استعادة الانضباط من خلال منع الكماليات التي اعتادت عليها القوات، من خلال التدريبات الصعبة المُنتظمة (المسيرات طوال اليوم، وبناء المعسكرات والتحصينات ثم هدمها، وحفر الخنادق، ثم ردمها، وما شابه ذلك) ومن خلال تطبيق اللوائح بشكل صارم. عندما اعتقد أن الجيش قد أصبح جاهزًا، نزل بالقرب من نومنسيا. لم يمضي على طول الطريق الأقصر لتجنب تكتيكات حرب العصابات التي أجادها السلتيأيبيرون. بدلاً من ذلك، قام بالانعطاف عبر أرض سُكان فاكايي، الذين كانوا يبيعون الطعام إلى السلتيأيبيرون. تعرض لكمين عدة مرات لكنه هزم العدو. في واحدة من هذه الكمائن التي نصبوها، نهرًا كان من الصعب عبوره، أجبر على الالتفاف على طول طريق أطول حيث لا توجد مياه. سار ليلا عندما كان الجو أكثر برودة. أنقذ رجاله، لكن بعض الخيول وحيوانات الدواب ماتت من العطش. ثم مر عبر أراضي الكاوكايا الذين انتهكوا المعاهدة مع روما وأعلنوا أنهم يستطيعون العودة بأمان إلى ديارهم. عاد إلى إقليم نومنسيا وانضم إليه «يوغرطة»، ابن ملك نوميديا، مع النبالة والقلاعة واثني عشر فيلًا حربيًا.
في النهاية، استعد «سكيبيو» لمحاصرة نومنسيا. سأل القبائل المُتحالفة في هيسبانيا لتزويده بأعداد محددة من القوات. بنى دائرة تحصينات طولها تسعة كيلومترات. كان ارتفاع السور ثلاثة أمتار وعرضه مترين ونصف. قام ببناء جسر بنفس أبعاد الجدار حول المُستنقع المجاور. قام ببناء برجين على ضفاف نهر دويرة حيث رسي عليهما أخشابًا كبيرة بحبال كانت مليئة بالسكاكين ورؤوس الرمح وكان التيار مستمرًا في الحركة. منع هذا العدو من الانزلاق في الخفاء. تمكن تجويع نومنسيا. استسلم المدينة. قتل البعض أنفسهم. باع «سكيبيو» الباقي كعبيد ودمر المدينة واحتفظ بخمسين رجلاً من الأعداء لمسيرة نصره. لنجاحه، نال «سكيبيو إيميليانوس» لقب "نومانتينوس" الإضافي.

## الحياة السياسية

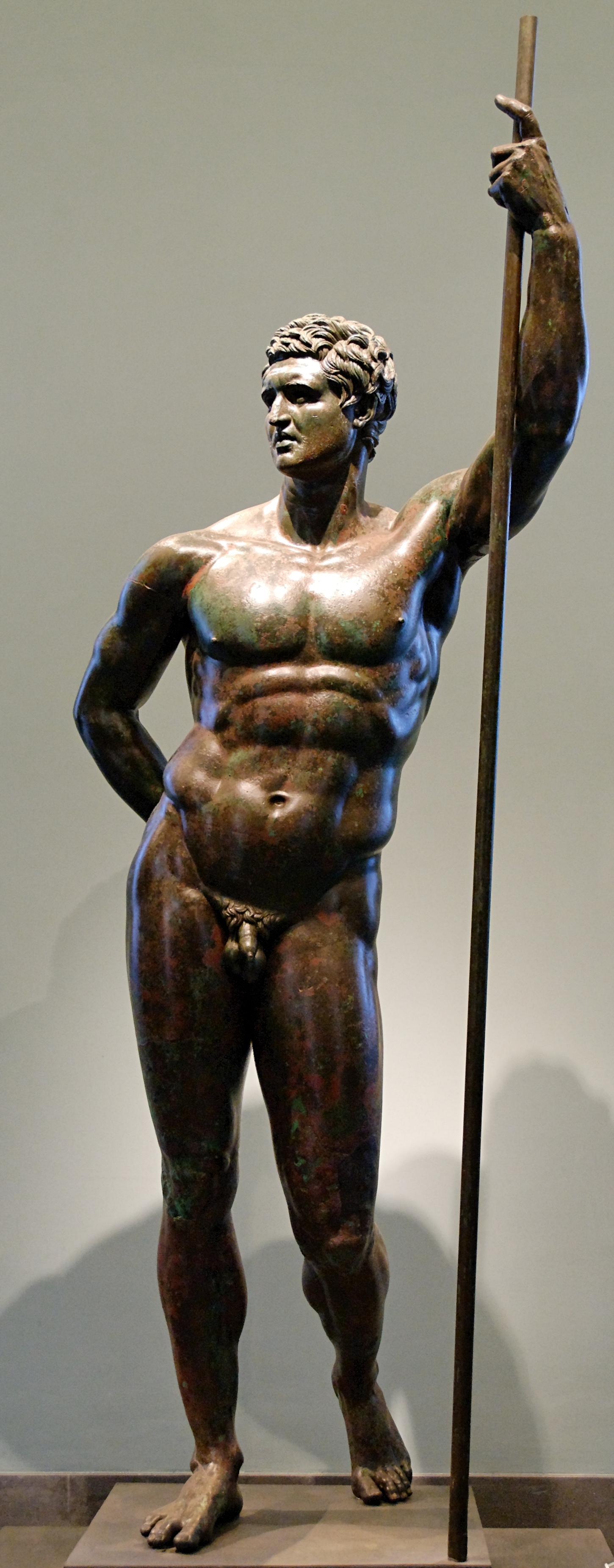
"الأمير الهلنستي"، تمثال برونزي صنعه فنان يوناني في روما، من المُحتمل انه يُصور «سكيبيو إيميليانوس».

### سكيبيو رقيبًا
في عام 142 ق.م، أصبح «سكيبيو إيميليانوس» رقيبًا. خلال رقابته، سعى إلى التحقق من الرفاهية المُتزايدة والفساد الأخلاقي لتلك الفترة. في عام 139 ق.م، اتَهمه «تيبريوس كلاوديوس أسيلوس» (منبر الدُهماء لسنة 139 ق.م)، دونَ جدوى، بالخيانة العظمى، والذي كان قد أهانه عندما كان رقيبًا. واعتبرت الخطب التي ألقاها في تلك المُناسبة (مفقودة الآن) رائعة.

### تيبريوس جراكوس
ساعد «سكيبيو» قريبه «تيبريوس جراكوس» الذي خدم في حرب نومنسيا عام 137 ق.م بمنصب كويستور (أمين صندوق) تحت القنصل «غايوس هوستيليوس مانسينوس». تم محاصرة القُنصل من قبل العدو، ولم يتمكن من الهروب، ما دفعه لعقد معاهدة سلام. تفاوض «تيبريوس» على شروط السلام. تم رفض المعاهدة من قبل مجلس الشيوخ باعتبارها وصمة عار. كتب «بلوتارخ»:
| ” | أقارب وأصدقاء الجنود، الذين شكلوا جزءًا كبيرًا من الشعب ألقوا اللوم على القُنصل مانسينوس وأصروا على أنه بسبب تيبريوس تم إنقاذ أرواح العديد من المواطنين. أولئك الذين اختلفوا مع انتهاك المعاهدة ألقوا باللوم على أولئك الذين فعلوا وشاركوا في المعاهدة، على سبيل المثال الكويستور والأطربونات العسكرية، وقلبوا على رؤوسهم ذنب الحنث باليمين وانتهاك الميثاق. في هذه القضية، في الواقع، أكثر من أي وقت آخر، أظهر الناس حسن نيتهم وعاطفتهم تجاه تيبيريوس. لأنهم صوتوا لتسليم القُنصل غير المُسلح والمقيدين إلى نومنسيا، لكنهم أنقذوا جميع الضباط الآخرين من أجل تيبيريوس . استخدم سكيبيو نفوذه للمساعدة في إنقاذ الرجال ولكن ليس أقل من ذلك أُلقي عليه اللوم لعدم إنقاذ مانسينوس، ولعدم إصراره على أن المعاهدة مع نومنسيا، التي تم التوصل إليها من خلال وكالة قريبه وصديقه تيبيريوس، يجب أن تكون كذلك، مُصانة. | “ |

تُشير دائرة المعارف البريطانية إلى أن «سكيبيو إيميليانوس» لم يكن مًُتعاطفًا مع الببيولاريس، الفصيل السياسي الذي دعم الطبقة الأرستقراطية. مهما كان الأمر، فقد كان على خلاف مع الإجراءات المُتشددة للحركة التي قادها «تيبريوس» عندما كان منبرًا شعبيًا، والذي ضغط من أجل تشريع قانون لإعادة توزيع الأراضي على الفُقراء. كتب «بلوتارخ» أن "هذا الخلاف لم يؤدِ بالتأكيد إلى أي علاج مؤذٍ سابقًا" واعتقد أنه لو كان «سكيبيو» في روما أثناء النشاط السياسي لـ«تيبريوس»، لما قُتل الأخير. ومع ذلك، لم يعجبه تصرفات «تيبريوس». كتب «بلوتارخ» "في نومنسيا، عندما علم بوفاة تيبيريوس، تلا بصوت عال نص لهوميروس: [من الأوديسة I.47]" فهل يهلك كل من ينخرط في مثل هذه المؤامرات الخارجة عن القانون." كتب «بلوتارخ» أيضًا أنه (بعد عودته إلى روما) "عندما سأله «غايوس» و«فولفيوس» في جمع من الناس عن رأيه في وفاة «تيبريوس»، قدم ردًا أظهر كراهيته للإجراءات التي دعا إليها الأخير، "جعله لا يحظى بشعبية، "بدأ الناس في مُقاطعته أثناء حديثه، وهو أمر لم يفعلوه من قبل، وبالتالي تم دفع سكيبيو نفسه لإساءة مُعاملة الناس." كان «غايوس بابيريوس كاربو» منبرًا شعبيًا و«ماركوس فولفيوس فلاكوس» سيناتورًا، تعاطفوا مع قضية «تيبريوس».

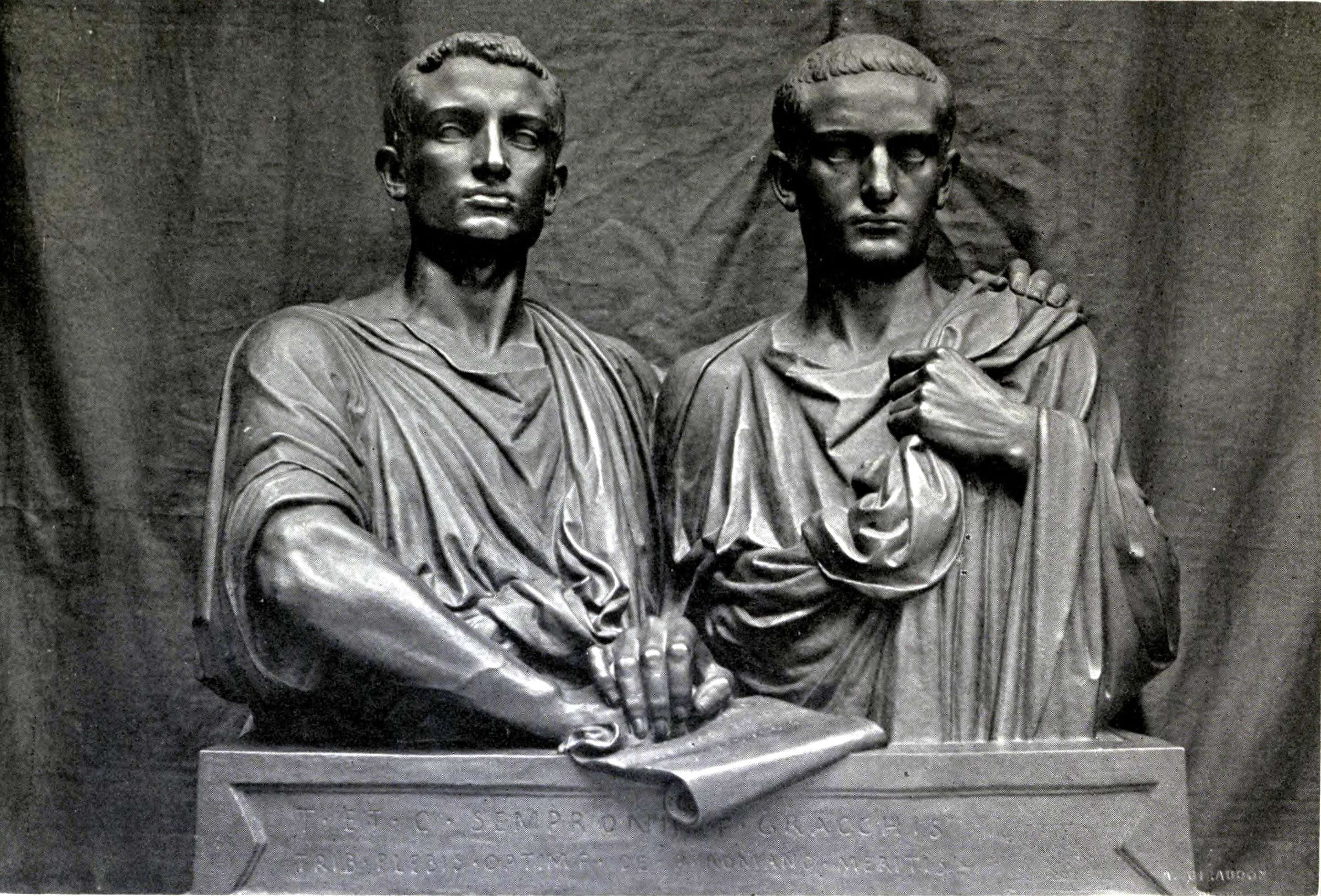
الأخوة جراكوس، نحت للفنان «جان باتيست ويليام». مُتحف أورسي.

جعل «سكيبيو» نفسه لا يحظى بشعبية مرة أخرى. أفاد المؤرخ «أبيان» أن «ماركوس فولفيوس فلاكوس» و«غايوس بابيريوس كاربو» و والأخ الأصغر لـ«تيبريوس»، «غايوس جراكوس»، ترأسوا لجنة لتنفيذ قانون «تيبريوس». لم يكن هُناك مسح للأراضي ولم يكن لدى أصحاب الأراضي في كثير من الأحيان صكوك ملكية. تم مسح الأرض. اضطر بعض الملاك إلى التخلي عن بساتينهم ومبانيهم الزراعية والذهاب إلى أرض فارغة أو الانتقال من الأراضي المزروعة إلى الأراضي غير المزروعة أو المستنقعات. نظرًا لأنه كان يُسمح لأي شخص بالعمل في أرض غير موزعة، فقد قام الكثيرون بحراثة الأرض بجوار أراضيهم، مما أدى إلى طمس الترسيم بين الأراضي العامة والخاصة. اشتكى حلفاء روما الإيطاليون من الدعاوى القضائية المرفوعة ضدهم واختاروا «سكيبيو إيميليانوس» للدفاع عنهم. نفس هولاء الحلفاء قد قاتلوا في حروبه، لذلك وافق. في مجلس الشيوخ، لم ينتقد «سكيبيو» القانون، لكنه جادل بأن القضايا يجب أن تنظر فيها محكمة بدلاً من اللجنة التي لا تحظى بثقة المتقاضين. تم قبول هذا وتم تعيين القنصل «غايوس سيمبرونيوس توديتانوس» لإصدار الحكم. ومع ذلك، نظرًا لأن المُهمة كانت صعبة، فقد وجد ذريعة لخوض حرب في إيليريا. كان الناس غاضبين من «سكيبيو» "لأنهم رأوا رجلاً، غالبًا ما عارض الطبقة الأرستقراطية لصالحهم وتكبدوا عداواتهم، وانتخبوه قُنصلًا مرتين خلافًا للقانون، وأصبح الآن يقفون إلى جانب الحلفاء الإيطاليين ضد أنفسهم" ادعى أعداؤه أن كان مُصممًا على إلغاء قانون «تيبريوس» وكان على وشك بدء "فتنة مُسلحة وسفك الدماء". عندما سمع الناس هذه الادعاءات دبَ الذُعر في المدينة حتى توفي «سكيبيو» في منزله على سريره؛ بحسب المؤرخ «أبيان»، بدون جرح.

### الموت والاغتيال المُحتمل
كتب المؤرخ «أبيان» أنه لا يمكن معرفة ما إذا كانت «سكيبيو» قد قُتلت على يد «كورنيليا» (والدة الأخوة جراكوس) وابنتها «سيمبرونيا» (التي كانت مُتزوجة من «سكيبيو»)، اللتين كانتا قلقتان من أن قانون «تيبريوس» قد يتم إلغاؤه، أو ما إذا كان قد انتحر. لأنه رأى أنه لا يستطيع الوفاء بوعوده. وأضاف أن "البعض يقولون إن العبيد تحت التعذيب شهدوا أن مجهولين دخلوا من خلال مؤخرة المنزل ليلا وقاموا بخنقه، وأن الذين علموا بهذا الأمر ترددوا في إخبار أي احد لأن الناس ما زالوا غاضبين منه و كانوا فرحين بوفاته".

كتب المؤرخ «بلوتارخ»:
| ” | على الرغم من سكيبيو قد مات في منزله بعد العشاء، لا يوجد دليل مُقنع على طريقة نهايته، لكن البعض يقول إنه مات بشكل طبيعي، بسبب عادة مرضية، وبعضهم يقول مات بسبب السم الذي تناولته يده، وبعضهم يقول اقتحم أعداؤه منزله ليلا وخنقوه. ومع ذلك، كانت جثة سكيبيو مكشوفة ليراها الجميع، وكل من رآها تشكلت من هناك بعض الشك والتكهن بما حدث لها". | “ |

في كتاب آخر كتب «بلوتارخ»:
| ” | لا يُمكن تحديد سبب لمثل هذا الموت غير المتوقع، فقط بعض علامات الضرب على جسده بدت وكأنه قد عانى من العُنف. وقعت أعنف الشكوك على فولفيوس فلاكوس الذي في ذلك اليوم بالذات انعكس على سكيبيو في خطاب عام موجه للشعب. | “ |

كما تعرض «غايوس جراكوس» للشك. ومع ذلك، فإن "هذا العمل الشنيع، الذي ارتُكب بحق رجل ذو شأن ومكانة عظيمة في روما، لم يعاقب أبدًا أو يُستفسر عنه بشكل شامل، لأن السُكان عارضوا وعرقلوا أي تحقيق قضائي، خوفًا من تورط غايوس في التُهمة إذا استمرت الإجراءات". كما تعرض «غايوس بابيريوس كاربو» للاتهام. خلال محاكمة «لوسيوس ليسينيوس كراسوس» اتُهم «كاربو» بأنه طرف في مقتل «سكيبيو». يرفض المؤلف «إيان ورثينجتون» كل هذه التكهُنات ويجادل بأن «سكيبيو إيميليانوس» قد مات لأسباب طبيعية.

## شخصيته

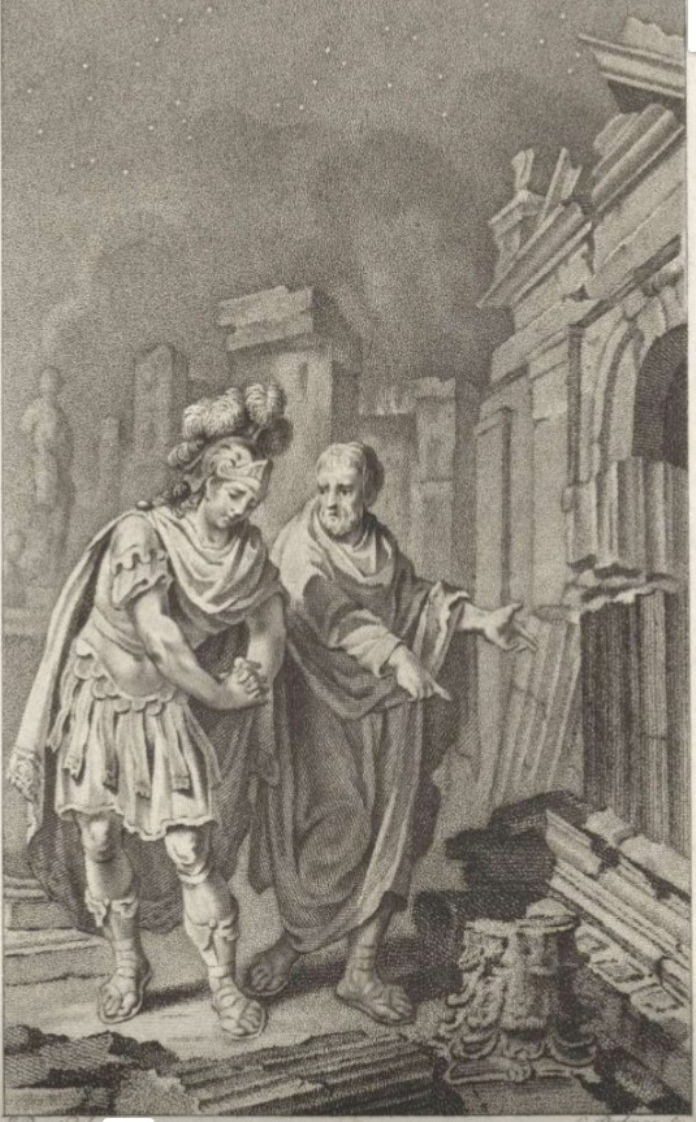
نقش من عام 1797 م يُصور «سكيبيو إيميليانوس» أمام أنقاض قرطاج عام 146 ق.م بصحبة صديقه «بوليبيوس».

كتب «فيليوس باتركولوس» أن «سكيبيو» كان "راعياً مُثقفًا ومعجباً بالدراسات الليبرالية وكل أشكال التعلم، وظل معه في المنزل وفي الميدان رجلين من العبقريين البارزين، «بوليبيوس» و«بانيتيوس». لم يُعفي أحد من واجبات الحياة النشطة من خلال استخدام أكثر دقة لفترات فراغه مثل سكيبيو، أو كان أكثر ثباتًا في إخلاصه لفنون الحرب أو السلام. عن طريق تعريض نفسه للمخاطر أو عقله بالتعلم." ذكر «بوليبيوس» الذهاب إلى إفريقيا مع «سكيبيو» لاستكشاف القارة. كتب «غيليوس» أن «سكيبيو» "استخدم أنقى بيان في الخطابة من بين كُل رجال عصره". استشهد به «شيشرون» من بين الخطباء الذين كانوا "أكثر تأكيدًا من العاديين، [لكن] لم يجهدوا رئتيهم أو يصرخوا ..."، ويبدو أنه كان يتمتع بروح الدعابة بحيث استشهد «شيشرون» بعدد من الحكايات حول تورياته. وهو أيضًا شخصية مركزية في الكتاب السادس من كتاب «شيشرون» "الدولة"، في فقرة تُعرف باسم "حلم سكيبيو".

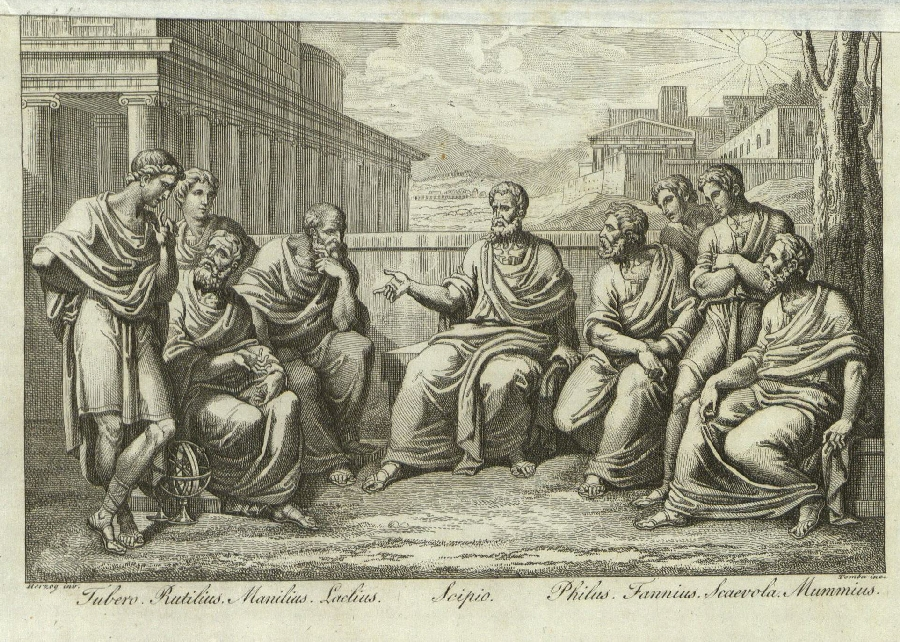
نقش من عام 1846 يُصور فلاسفة "دائرة سكيبيو".

ثقافيًا، كان «سكيبيو إيميليانوس» فلهيلينية ومحافظًا. كان راعي لما يُسمى بـ"دائرة سكيبيو"، عبارة عن مجموعة من الفلاسفة والشعراء والسياسيين الذين رعاهم «سكيبيو» بنفسه. معًا يُناقشون الثقافة اليونانية والأدب والإنسانية. إلى جانب نزعتهم الفلهيلينية، كان للمجموعة أيضًا سياسة خارجية رومانية أكثر إنسانية. تم اشتقاق المُصطلح لأول مرة خلال القرن التاسع عشر وتم تبنيه في كل مكان من قبل العلماء في أوائل القرن العشرين. تباينت مجموعة الأعضاء خلال فترة وجودها، من 15 اسمًا للفترة المبكرة، إلى 27 اسمًا في مُنتصفها إلى 10 اسمًا في النهاية. إلى جانب الكتاب الهجائيين الرومان والكتاب الكوميديين مثل «لوسيليوس» و«ترنتيوس»، كان هُناك مُفكرون يونانيون، مثل الباحث والمؤرخ «بوليبيوس» والفيلسوف الرواقي «بانيتيوس». ومن ثم، كان لدى «سكيبيو» نزعة فلهيلينية (الحب والإعجاب بالثقافة اليونانية). تم انتقاد مثل هذا التصرف من قبل الرومان التقليديين الذين كرهوا تنامي الهيلينة في روما - والتي اعتقدوا أنها تفسد الثقافة والحياة الرومانية من خلال التأثيرات الغريبة - ودعوا إلى الالتزام بالتقاليد الرومانية القديمة وفضائل الأجداد وأخلاقهم. ومع ذلك، كان «سكيبيو» أيضًا مؤيدًا لمثل هذه التقاليد والعادات. كتب «غيليوس» أنه عندما كان رقيبًا، ألقى «سكيبيو» خطابًا "حث فيه الناس على اتباع عادات أجدادهم". وانتقد عدة أمور "تمت مخالفة لعادات أجدادنا"، ووجد خطأ في أن الأبناء بالتبني ينفعون الأب بالتبني في الحصول على أجر الأبوة، وقال: "الأب يصوت في قبيلة واحدة، والابن في أخرى، يتمتع الابن بالتبني بقدر كبير من الفائدة كما لو كان للفرد ابنًا؛ وتصدر الأوامر بإجراء تعداد للغائبين، وبالتالي ليس من الضروري أن يظهر أي شخص شخصيًا في التعداد".
كتب «غيليوس» أنه بعد أن كان رقيبًا، اتهم «سكيبيو» أمام الناس من قبل «تيبريوس كلاوديوس أسيلوس» (منبر الدُهماء لسنة 139 ق.م)، كان قد جرده من لقب فارس خلال رقابته. ولم يذكر ماهية الاتهام. على الرغم من الاتهام، لم يتوقف «سكيبيو» عن الحلاقة وارتداء الملابس البيضاء ولم يظهر في زي المتهمين. وأضاف أنه في تلك الأيام بدأ النبلاء بالحلاقة في مُنتصف العمر. كتب الكاتب الساخر «لوسيليوس» بيتًا عن الحادثة: "هكذا قام «أسيلوس» القاسي بتهكم «سكيبيو» العظيم: كان من المؤسف أن رقابته سيئة."

«بوليبيوس» يروي حكاية معروفة من تأملات «سكيبيو» حول قابلية تغيير الشؤون البشرية بعد تدمير قرطاج:
عندما نظر سكيبيو إلى المدينة حيث كانت تهلك تمامًا وفي آخر مخاض دمارها الكامل، قيل إنه ذرف الدمع وبكى علانية على أعدائه. بعد أن انغمس في التفكير لفترة طويلة، وإدراكًا منه أن جميع المدن والأمم والسلطات، مثل البشر، يجب أن تواجه هلاكهم؛ هذا حدث لطروادة، التي كانت ذات يوم مدينة مزدهرة، لإمبراطوريات آشور، ميديا، وفارس، أعظم إمبراطوريات عصرهم، ومقدونيا نفسها، التي كان تألقها ليس بالبعيد، إما عن قصد أو لضيق الكلمات، قال:
سيأتي يوم تموت فيه طروادة المُقدسة،
ويقتل بريام وشعبه.
وعندما تحدث بوليبيوس بحرية معه، سأله عما يعنيه بالكلمات، يقولون إنه دون أي مُحاولة للتستر قد ذكر اسم بلده، كونه قد خشى عليه من نفس المصير عندما فكر في النهاية المحتوم لكُل الأشياء البشرية. سمعه بوليبيوس وذكره في تاريخه.

## في الثقافة الشعبية
تم تصوير «سكيبيو إيميليانوس» كطفل صغير في منزل جده بالتبني في فيلم "سكيبيو الأفريقي" عام 1971. تم استخدام اسم "سكيبيو" في سلسلة الرسوم المتحركة أبطال ليوكو في إشارة إلى تدمير الجنرال لقرطاج. كما تم تصويره في أنمي التائهون.